# Indice d'assèchement
L’indice d’assèchement est une indication de la perte d'humidité des cultures, comme le foin, ou du sol. Il tient compte de la radiation solaire, de l’humidité relative de l’air, de la température, des précipitations et de la vitesse du vent afin de prédire la capacité de l’air ambiant à évaporer l’eau contenue dans le sol et la végétation en une journée. Il sert au agriculteur à savoir quand certaines récoltes sont possibles dans les meilleures conditions.

## Calcul
L'indice d'assèchement quotidien se calcule ainsi :
{\displaystyle IA=-42,606+0,07045V+0,9558(T_{max}-T_{min})+0,6066T_{max}+0,02355Q_{o}+0,031539Q_{o}S+1,77(E_{s}-E_{w})}
où :
- V = vitesse moyenne quotidienne du vent (km/h)
- Tmax et Tmin = températures maximale et minimale quotidiennes (°C)
- Qo = radiation au sommet de l’atmosphère  (cal/cm2/jour)
- S = pourcentage d’ensoleillement entre le lever et le coucher du soleil
- Es - Ew = déficit de pression de vapeur (hPa)

L’indice est calculé sur une base quotidienne selon une échelle de 0 à 100, où cinq catégories sont différenciées : très bas (0 à 10), bas (11 à 20), modéré (21 à 40), élevé (41 à 70) et très élevé (71 et plus).

## Usage
La sécheresse peut causer des dommages considérables aux cultures durant une période prolongée sans précipitations ou de canicule. En diminuant l'humidité du sol et en asséchant les plantes, il amène au flétrissement de celles-ci. L'indice d'assèchement est donc un outil de gestion des productions et des récoltes afin de prédire les rendements. L'agriculteur peut ainsi planifier l'irrigation des sols ou savoir quand le foin coupé dans son champ sera assez sec pour être ramassé.

## Référence
1. 1 2  Marie-Pier Lepage, Gaétan Bourgeois et Gilles Bélanger, Indices agrométéorologiques pour l’aide à la décision dans un contexte de climat variable et en évolution, Québec, Canada, Centre de référence en agriculture et agroalimentaire du Québec (CRAAQ), 2012, 15 p. (ISBN 978-2-7649-0236-3, lire en ligne), p. 9-11.
2. ↑  Ministère de l'Agriculture, des Pêcheries et de l'Alimentation, « Agrométéo, un outil d’aide à la décision pour la première coupe de foin », Gouvernement du Québec, 2021 (consulté le 6 décembre 2021).